# Albánští mučedníci
Albánští mučedníci jsou skupina 38 římských a řeckých katolíků, zabitých mezi lety 1945–1974 během období komunistického režimu v Albánii, v té době pod názvem Albánská lidová republika. S výjimkou čtyř laiků (z toho jedna žena) byli všichni kněží nebo řeholníci (mezi nimi také dva biskupové). Katolická církev je uctívá jako blahoslavené mučedníky.

## Historické okolnosti

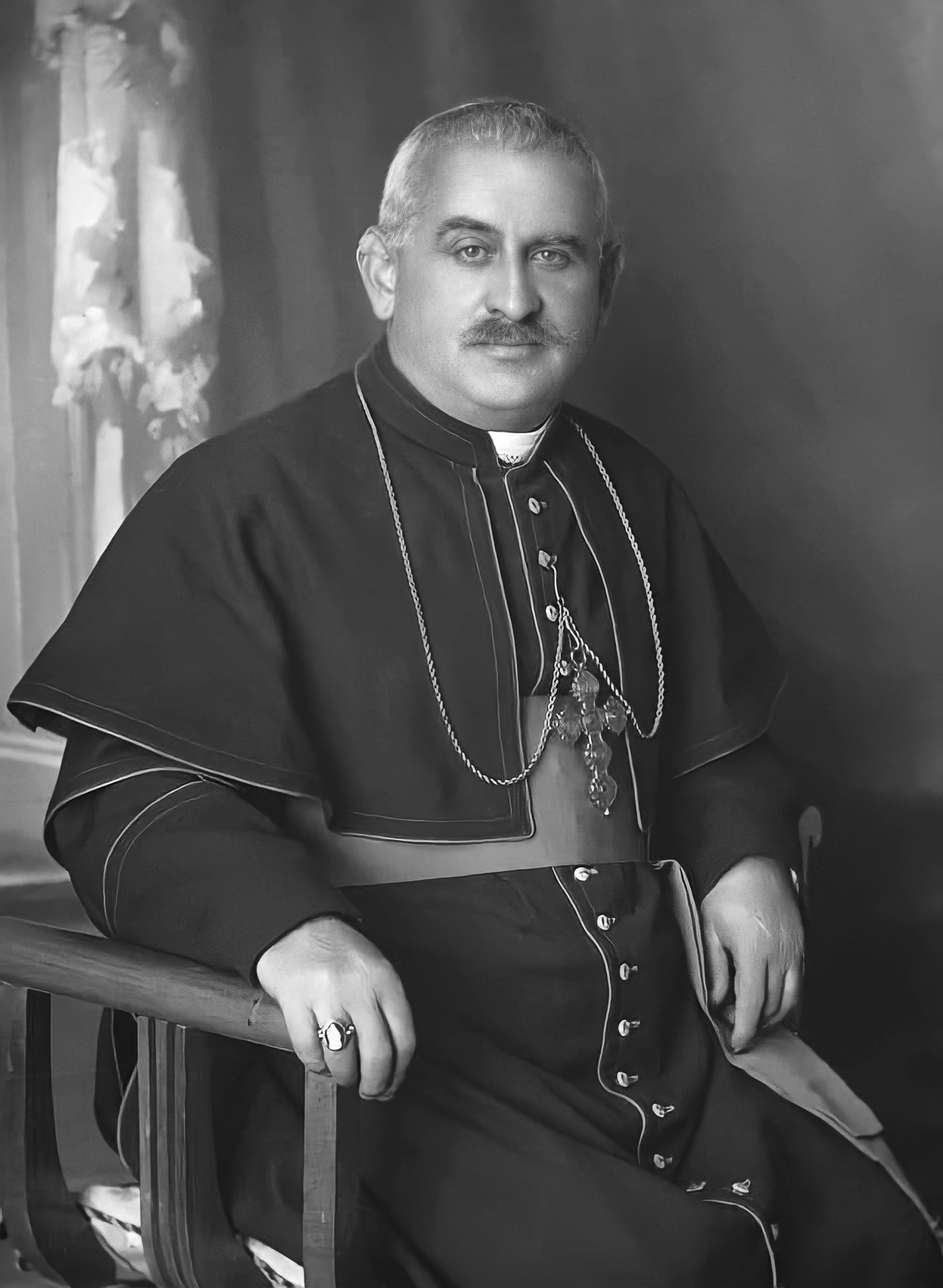
Arcibiskup Vinçenc Prennushi, jeden z blahořečených mučedníků

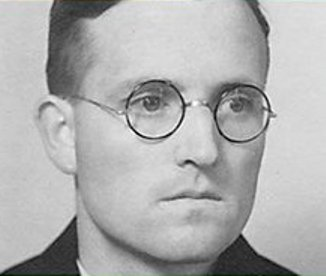
Kněz Josef Marxen, jeden z blahořečených mučedníků (původem z Německa)

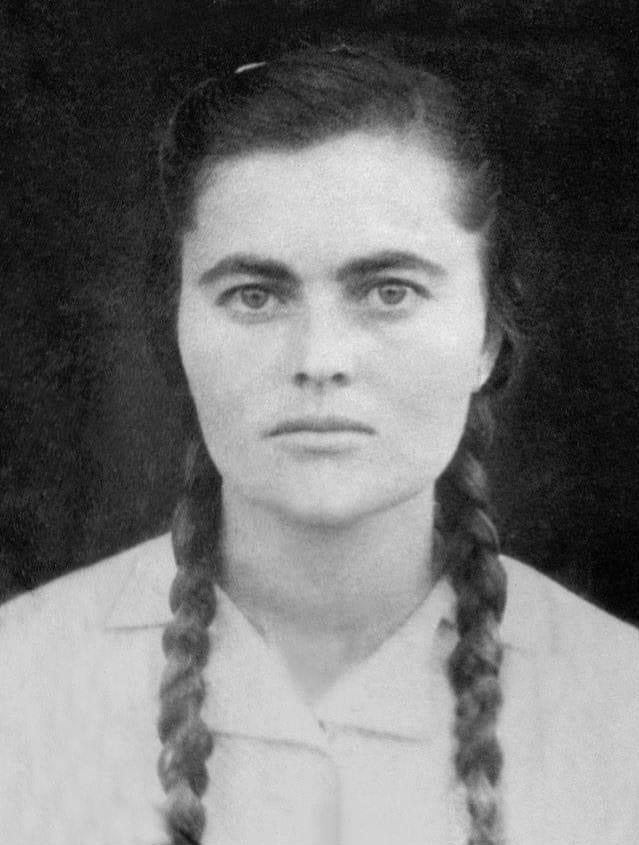
Maria Tuci, jediná blahořečená mučednice

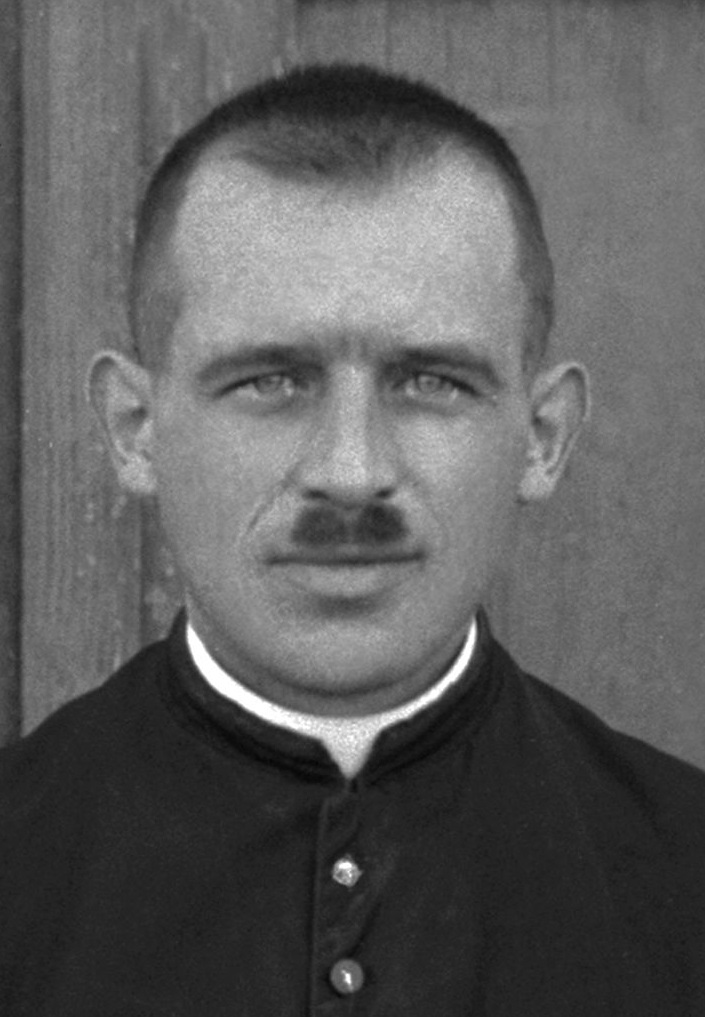
Kněz Alfons Tracki, jeden z blahořečených mučedníků (původem z Německa)

Po druhé světové válce římskokatolická a řeckokatolická církev v Albánii značně trpěla pod perzekucí komunistickým režimem v čele s Enverem Hodžou. Ten zemi prohlásil za ateistickou, místa pro bohoslužby násilně uzavřel a církevní majetek znárodnil. Jakýkoliv náboženský obřad byl trestán smrtí. Duchovní, řeholníci, řeholnice a další nábožensky činní lidé byli uvězněni. Spoustu z nich bylo také popraveno a mnoho katolických, pravoslavných a muslimských sakrálních staveb bylo znesvěceno a zničeno.

## Seznam mučedníků
Seznam blahořečených mučedníků (pokud není uvedeno jinak, jedná se o Albánce)

### Zabití roku 1945
- bl. Lazer Shantoja (2. září 1892 – 5. března 1945), kněz arcidiecéze skadarsko-pultské
- bl. Ndre Zadeja (3. listopadu 1891 – 25. března 1945), kněz arcidiecéze skadarsko-pultské[5][1][6]

### Zabití roku 1946
- bl. Giovanni Fausti (19. října 1899 – 4. března 1946), kněz Tovaryšstva Ježíšova (Ital)
- bl. Gjon Shllaku (27. července 1907 – 4. března 1946), kněz Řádu menších bratří
- bl. Daniel Dajani (2. prosince 1906 – 4. března 1946), kněz Tovaryšstva Ježíšova
- bl. Qerim Sadiku (18. listopadu 1919 – 4. března 1946), laik arcidiecéze skadarsko-pultské
- bl. Mark Cuni (30. září 1919 – 4. března 1946), seminarista arcidiecéze skadarsko-pultské
- bl. Gjelosh Lulashi (2. září 1925 – 4. března 1946), laik arcidiecéze skadarsko-pultské
- bl. Alfons Tracki (2. prosince 1896 – 18. července 1946), kněz arcidiecéze skadarsko-pultské (Němec)
- bl. Fran Mirakaj (1917 – září 1946), laik arcidiecéze skadarsko-pultské
- bl. Josef Marxen (5. srpna 1906 – 16. listopadu 1946), kněz diecéze Lezhë (Němec)
- bl. Anton Zogaj (26. července 1908 – 31. prosince 1946), kněz arcidiecéze dračské[5][1][6]

### Zabití roku 1947
- bl. Luigj Prendushi (24. ledna 1896 – 24. ledna 1947), kněz diecéze Sapë
- bl. Dede Macaj (5. února 1920 – 28. března 1947), kněz arcidiecéze skadarsko-pultské
- bl. Xhani Gjani (10. července 1914 – 1947), kněz arcidiecéze skadarsko-pultské
- bl. Serafin Koda (25. dubna 1893 – 11. května 1947), kněz Řádu menších bratří
- bl. Gjon Pantalia (2. června 1887 – 31. října 1947), kněz Tovaryšstva Ježíšova
- bl. Bernardin Palaj (2. října 1894 – 2. prosince 1947), kněz Řádu menších bratří[5][1][6]

### Zabití roku 1948
- bl. Frano Gjini (20. února 1886 – 11. března 1948), biskup diecéze Rrëshen
- bl. Mati Prennushi (2. října 1881 – 11. března 1948), kněz Řádu menších bratří
- bl. Ciprian Nikaj (19. července 1900 – 11. března 1946), kněz Řádu menších bratří
- bl. Dede Plani (21. ledna 1891 – 30. dubna 1948), kněz arcidiecéze skadarsko-pultské
- bl. Ejëll Deda (22. února 1917 – 12. května 1948), kněz arcidiecéze skadarsko-pultské
- bl. Anton Muzaj (12. května 1921 – 1948), kněz arcidiecéze skadarsko-pultské
- bl. Pjeter Cuni (9. července 1914 – 29. července 1948), kněz arcidiecéze skadarsko-pultské
- bl. Alexandre Sirdani (1. března 1891 – 29. července 1948), kněz arcidiecéze skadarsko-pultské
- bl. Josif Mihali (23. září 1912 – 26. října 1948), kněz albánské řeckokatolické církve[5][1][6]

### Zabití roku 1949
- bl. Jak Bushati (8. srpna 1890 – 12. února 1949), kněz arcidiecéze skadarsko-pultské
- bl. Vinçenc Prennushi (4. září 1885 – 20. března 1949), arcibiskup arcidiecéze dračské, primas Albánie, člen Řádu menších bratří[5][1][6]

### Zabití v 50. letech
- bl. Gasper Suma (23. března 1897 – 16. dubna 1950), kněz Řádu menších bratří
- bl. Maria Tuci (12. dubna 1928 – 24. října 1950), laička arcidiecéze skadarsko-pultské
- bl. Jul Bonati (24. května 1874 – 5. listopadu 1951), kněz arcidiecéze dračské
- bl. Karl Serreqi (26. února 1911 – 4. dubna 1954), kněz Řádu menších bratří
- bl. Ndoc Suma (31. července 1887 – 22. dubna 1958), kněz arcidiecéze skadarsko-pultské
- bl. Dede Malaj (16. listopadu 1917 – 12. května 1959), kněz arcidiecéze skadarsko-pultské[5][1][6]

### Zabití v 60. letech
- bl. Marin Shkurti (1. října 1933 – duben 1969), kněz arcidiecéze skadarsko-pultské[5][1][6]

### Zabití v 70. letech

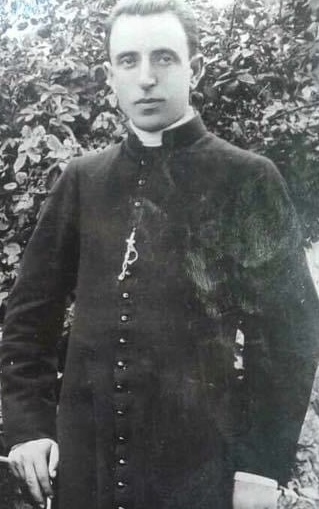
Kněz Shtjefen Kurti, jeden z blahořečených mučedníků

- Kněz Shtjefen Kurti, jeden z blahořečených mučedníkůbl. Shtjefen Kurti (24. prosince 1898 – 20. října 1971), kněz arcidiecéze dračské
- bl. Mikel Beltoja (9. května 1935 – 10. února 1974), kněz arcidiecéze skadarsko-pultské[5][1][6]

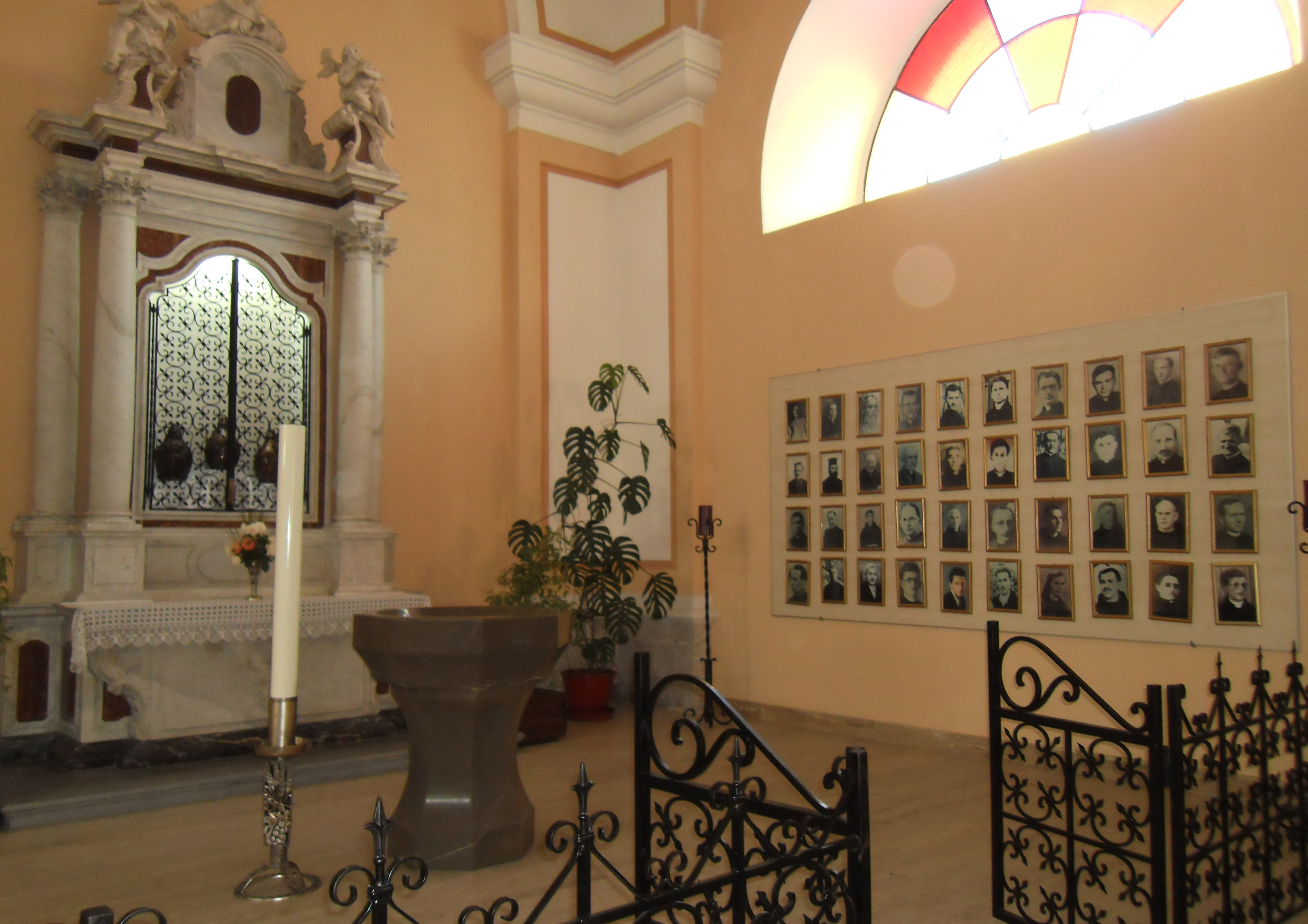
Boční oltář katedrály sv. Štěpána ve Skadaru, zasvěcený Albánským mučedníkům

## Úcta
Jejich beatifikační proces započal dne 4. září 2002, čímž obdrželi titul služebníci Boží. Dne 26. dubna 2016 podepsal papež František dekret o jejich mučednictví.
Blahořečení pak byli dne 5. listopadu 2016 v katedrále svatého Štěpána ve Skadaru. Obřadu předsedal jménem papeže Františka kardinál Angelo Amato.
Jejich památka je připomínána 5. listopadu.